# 청자 상감연판문 매병
청자 상감 연판문 매병(靑磁 象嵌蓮瓣紋 梅甁)은 각진 입 부분과 짧은 목, 어깨로부터 팽창되었다 서서히 좁아져 다시 벌어져 세워진 큰 키의 홀쭉한 매병이다. 1990년 5월 21일 보물 제1034호로 지정되었다.
문양은 연판문대를 어깨와 몸통, 그리고 아랫부분으로 나누어 흑백상감과 백상감으로 새겼으며, 이들 연판문대 사이를 세 줄의 백상감 선으로 연결하고 있다. 유색은 담녹색으로 전면에 칠했으나 일부 뿌옇게 변색되어 있다. 굽다리에는 점토 섞인 내화토 비짐받침으로 받쳐 구운 흔적이 남아 있다. 청자에 있어 연판문대는 일반적으로 종속 문양으로 나타나는 예가 대부분이나, 이 매병에서는 연판문대를 주 문양으로 대범하게 새긴 유일한 작품의 예이다. 13세기 후반 부안 유천리요 등에서 제작한, 연판문을 주제로 한 뛰어난 문양 구도를 갖춘 매병 작품이다.